# Karl-Richard Frey
Karl-Richard Frey (Troisdorf, 11 de julio de 1991) es un deportista alemán que compite en judo. Su hermano Johannes compite en el mismo deporte.
Participó en dos Juegos Olímpicos de Verano, en los años 2016 y 2020, obteniendo una medalla de bronce en Tokio 2020, en la prueba de equipo mixto.
Ganó dos medallas en el Campeonato Mundial de Judo, plata en 2015 y bronce en 2014, ambas en la categoría de –100 kg.

## Palmarés internacional
| Juegos Olímpicos   | Juegos Olímpicos     | Juegos Olímpicos  | Juegos Olímpicos |
| Año                | Lugar                | Medalla           | Categoría        |
| ------------------ | -------------------- | ----------------- | ---------------- |
| 2020               | Tokio (Japón)        | Medalla de bronce | Equipo mixto     |
| Campeonato Mundial |                      |                   |                  |
| Año                | Lugar                | Medalla           | Categoría        |
| 2014               | Cheliábinsk (Rusia)  | Medalla de bronce | –100 kg          |
| 2015               | Astaná ( Kazajistán) | Medalla de plata  | –100 kg          |